# هیرونوری ساروتا
هیرونوری ساروتا (انگلیسی: Hironori Saruta؛ زادهٔ ۲۸ اکتبر ۱۹۸۲) بازیکن فوتبال اهل ژاپن است.
از باشگاه‌هایی که در آن بازی کرده‌است می‌توان به باشگاه فوتبال چیانگرای یونایتد و باشگاه فوتبال پورت اف‌سی اشاره کرد.